# Tous les mêmes
Tous les mêmes is een nummer en single van de Belgische singer-songwriter Stromae. Het was na Papaoutai en Formidable de derde single van het album Racine carrée. Het nummer behaalde een eerste plaats in de Franstalige hitlijsten van België, evenals een nummer 1 in de Franse SNEP Top 100. In de Vlaamse Ultratop haalde het nummer een week een 4de plaats. Het lied gaat over de vooroordelen voor man en vrouw. 

## Tracklist
| Soort geluidsdrager | Uitgebracht | Tracks         | Duur |
| ------------------- | ----------- | -------------- | ---- |
| Download            | 16-08-2013  | Tous les mêmes | 3:33 |

## Hitnoteringen
| Hitlijst            | Datum van binnenkomst | Hoogste positie | Aantal weken | Laatste notering |
| ------------------- | --------------------- | --------------- | ------------ | ---------------- |
| Vlaamse Ultratop 50 | 02-11-2013            | 4               | 21           | 45               |
| Waalse Ultratop 50  | 31-08-2013            | 1               | 31           | 35               |
| Nederlandse Top 40  | 21-12-2013            | 22              | 9            | 22               |

### NPO Radio 2 Top 2000
| Nummer met noteringen in de NPO Radio 2 Top 2000 | '15 | '16  | '17  | '18  | '19  | '20  | '21  | '22 | '23  | '24  |
| ------------------------------------------------ | --- | ---- | ---- | ---- | ---- | ---- | ---- | --- | ---- | ---- |
| Tous les mêmes                                   | 843 | 1339 | 1452 | 1455 | 1636 | 1338 | 1229 | 865 | 1283 | 1575 |

1. ↑  Een vetgedrukt getal geeft de hoogste notering aan.
2. ↑  2015 was het eerste jaar met een notering voor dit nummer.